# اللطيفي الأعلى - الملاحة (شرس)

تعديل مصدري - تعديل

اللطيفى الأعلى - الملاحة هي إحدى قرى عزلة شرس الاسفل بمديرية شرس التابعة لمحافظة حجة، بلغ تعداد سكانها 70 نسمة حسب تعداد اليمن لعام 2004.